# ベッツェンシュタイン
ベッツェンシュタイン (ドイツ語: Betzenstein) はドイツ連邦共和国バイエルン州オーバーフランケン行政管区のバイロイト郡に属す市でベッツェンシュタイン行政共同体の本部所在地。

## 地理
ベッツェンシュタインはフレンキシェ・シュヴァイツ自然公園に位置する。

### 市の構成
本市は、公式には23の地区 (Ort) からなる。このうち小集落や孤立農場などを除く集落を以下に列記する。
| - ベッツェンシュタイン - エッケンロイト - アイヒェンストルート - ヘッツェンドルフ - ヘヒストシュテット - ヒュル - イラフェルト - クラウスベルク | - ロイポルトシュタイン - メルグナー - ライパーツゲゼー - リーゲルシュタイン - シュピース - シュティールベルク - ヴァイデンゼース |

## 行政共同体
ベッツェンシュタインは、プレヒとともに行政共同体を形成する。

## 歴史
ベッツェンシュタインは、1187年に初めて文献上で言及され（フリードリヒ・フォン・ベッツェンシュタイン）、1359年に皇帝カール4世から市場の開催権を授与された。皇帝マクシミリアン2世は、1611年にベッツェンシュタインに都市権を与えた。1505年からバイエルンに編入されるまで、ベッツェンシュタインは帝国都市ニュルンベルクに属した。
この町の周辺地域は、20世紀までホップの栽培が行われていた。
リーゲルシュタインは、もともとラウパースドルフという名前であった。文献上は1403年に初めてその名が現れるトュルリーゲル家にちなんでリンゲルシュタインと改名した。トュルリーゲル家はシェンケン・フォン・ライヒェネックの家臣であったが、リーゲルシュタイン周辺の広範な領地とともにシェンケンから離反した。1403年から私領となったのである。リーゲルシュタインの家系は1619年に断絶し、傍流の家門が存続したが、1665年以後はトュルリクルまたはドュルリクルあるいはこれに類した名前を名乗った。

## 文化と見所

### 博物館
- アントン＝ブフナー郷土博物館: 化石、鉱物標本や、歴史的文物のコレクションが展示されている。

### 建造物
- 福音派都市教区教会: 1732-1748年の建造
- 木組み建築の中にある深い井戸: 92mの深さがある。1543-1549年に滑車式の泉として建造され、何世紀にも渡って水の供給に用いられていた。
- 2つの市門を持つ、かつての市壁の一部
- かつての官庁舎: 1669-1670年の建築（私邸）
- 2つの城（私邸、見学不可）

## 引用
1. ↑  https://www.statistikdaten.bayern.de/genesis/online?operation=result&code=12411-003r&leerzeilen=false&language=de Genesis-Online-Datenbank des Bayerischen Landesamtes für Statistik Tabelle 12411-003r Fortschreibung des Bevölkerungsstandes: Gemeinden, Stichtag (Einwohnerzahlen auf Grundlage des Zensus 2011)
2. ↑  Bayerische Landesbibliothek Online